# Kóma
Kóma (z řeckého κῶμα, výslovnost kóma, znamená hluboký spánek) je pojem z oboru lékařství a znamená těžký stav bezvědomí. Postižený v kómatu nereaguje na oslovení, ani na bolestivé podněty.
Příčinou kómatu mohou být úrazy hlavy, krvácení do mozku, edém mozku, těžké nervové infekce, diabetes, hyperglykemie, hypoglykemie, hyperosmolarita, těžká poškození jater, rakovina atd.
Lidé v kómatu obvykle vyžadují přijetí do nemocnice a často na jednotku intenzivní péče.
Stav může trvat prakticky libovolnou dobu, jednotky minut až desítky let.
Kóma je nejzávažnější z kvantitativních poruch vědomí, jenž se dělí na (od nejmírnější po nejtěžší):
1. Synkopa – krátkodobá porucha vědomí se ztrátou svalového napětí
2. Somnolence – reaguje na oslovení
3. Sopor – reaguje na bolest
4. Kóma

V současnosti zdravotníci používají přesnější škálu – Glasgowskou stupnici bezvědomí (GCS). Výše uvedené latinské dělení je v obecné češtině terminologicky nepřesné, používá se v urgentní medicíně v podobě stupnice AVPU (Alert, Verbal, Pain, Unresponsive).
Více v článku bezvědomí.